# Ихайви
Иви (англ. Yhivi, род. 5 ноября 1994, Калифорния) — бывшая американская порноактриса и эротическая модель.

## Биография
Родилась 5 ноября 1994 года в Южной Калифорнии. Имеет европейские (португальские, немецкие и ирландские), латиноамериканские (мексиканские и бразильские) и индейские (племён апачей и чероки) корни. После окончания средней школы работала на временных должностях в различных магазинах в городе Ньюпорт-Бич. Также начала выкладывать свои фотографии в интернет и проводить онлайн-шоу в эротических видеочатах.
Захотев войти в порноиндустрию, написала электронное письмо агенту талантов Марку Сплигеру, создателю Splieger Girls, в поисках агента, который помог бы ей сделать первые шаги, чтобы попасть на кастинг. После согласия Сплигера и получения первого профессионального контракта дебютировала в индустрии в 2014 году, в возрасте 20 лет.
Снималась в таких студиях, как Girlfriends Films, Evil Angel, Hard X, Girlsway, New Sensations, Le Wood Productions, Elegant Angel, Zero Tolerance, Wicked, Sweetheart Video, Reality Kings, Tushy, Kink.com, Brazzers и других.
Сценическое имя актрисы происходит ещё из той стадии, когда она выступала в видеочате. В нескольких интервью девушка упоминала, что выбрала простой для запоминания и произношения псевдоним, образованный от имени «Evey» или «Evie».
В 2015 году впервые снялась в сцене анального секса с Майком Адриано в Anal Interviews. В сентябре 2016 года объявила на своей странице в Instagram, что ушла из порноиндустрии, и несколько недель отказывалась от съёмок, но вернулась через несколько месяцев.
В 2017 году получила первые номинации на отраслевые награды. На AVN Awards была номинирована в категории «лучшая групповая лесбийская сцена» за роль в фильме Sex Games («Секс-игры») вместе с Сашей Харт, Вики Чейз и Габриэллой Палтровой. На XBIZ Award была представлена в двух номинациях: «лучшая лесбийская сцена» за #Fuckgirls (вместе с Абеллой Дейнджер) и «лучшая секс-сцена в виртуальной реальности» за Christen the New House — Getflix’n Chill Sequel (вместе с актёром ShreddZ).
В конце 2017 года вновь объявила об уходе из индустрии, снявшись в общей сложности более чем в 120 фильмах. После выхода на пенсию, в феврале 2018 года, была номинирована на XBIZ Award в категории «лучшая сцена в парном фильме или тематике» вместе с Майклом Вегасом за снятый ранее фильм It’s Complicated.

## Награды и номинации

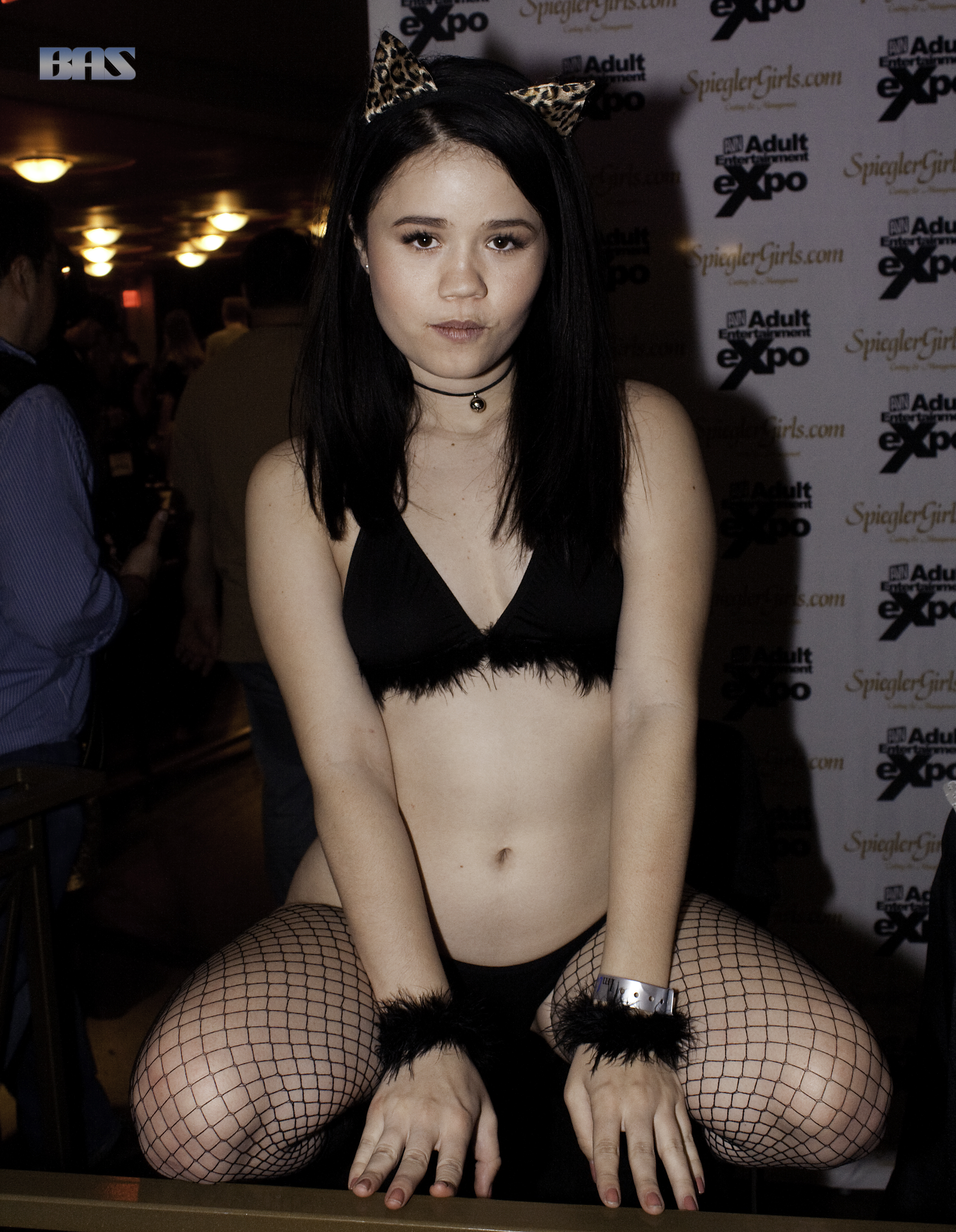

| Год  | Церемония                   | Результат | Номинация                                      | Работа                                          |
| ---- | --------------------------- | --------- | ---------------------------------------------- | ----------------------------------------------- |
| 2016 | AVN Awards                  | Номинация | Премия фанатов: самая горячая дебютантка       | н/д                                             |
| 2016 | Spank Bank Awards           | Номинация | Cocksucker of the Year                         | н/д                                             |
| 2016 | Spank Bank Awards           | Номинация | Imported Temptress of the Year                 | н/д                                             |
| 2016 | Spank Bank Awards           | Номинация | Tortured Fuck Doll of the Year                 | н/д                                             |
| 2016 | Spank Bank Awards           | Номинация | Вебкам-девушка года                            | н/д                                             |
| 2016 | Spank Bank Technical Awards | Победа    | Banjo Ho                                       | н/д                                             |
| 2016 | Spank Bank Technical Awards | Победа    | Лучшая самоцензура фотографий                  | н/д                                             |
| 2017 | AVN Awards                  | Номинация | Лучшая групповая лесбийская сцена              | Sex Games                                       |
| 2017 | Spank Bank Awards           | Номинация | Бондаж-артист года                             | н/д                                             |
| 2017 | Spank Bank Awards           | Номинация | Глубочайшая глотка                             | н/д                                             |
| 2017 | Spank Bank Awards           | Номинация | Facial Cum Target of the Year                  | н/д                                             |
| 2017 | Spank Bank Awards           | Номинация | Малышка года с красным задом                   | н/д                                             |
| 2017 | Spank Bank Awards           | Номинация | Servile Sub of the Year                        | н/д                                             |
| 2017 | Spank Bank Awards           | Номинация | Tortured Fuck Doll of the Year                 | н/д                                             |
| 2017 | Spank Bank Technical Awards | Победа    | Самый очаровательный пенсионер                 | н/д                                             |
| 2017 | XBIZ Award                  | Номинация | Лучшая секс-сцена в лесбийском фильме          | #Fuckgirls                                      |
| 2017 | XBIZ Award                  | Номинация | Лучшая секс-сцена в виртуальной реальности     | Christen the New House — Getflix’n Chill Sequel |
| 2018 | XBIZ Award                  | Номинация | Лучшая секс-сцена в парном фильме или тематике | It’s Complicated                                |

## Избранная фильмография
- All Oiled Up[15],
- Cheerleader Gangbang[16],
- DP Cuties[17],
- Hair Supply 2[18],
- Interracial Anal 2[19],
- Manuel DPs Them All 4[20],
- Older Women Younger Girls 7[21],
- RK Prime 4[22],
- Shades Of Kink 7[23],
- Yhivi Does It[24].